# Přibyslav z Polné
Přibyslav z Polné byl český šlechtic a pravděpodobný zakladatel města Přibyslav.
Spolu se svým bratrem vlastnil libický újezd, který podrobil kolonizačním pokusům. Jeho nejmenovaná dcera (snad Anna) byla manželkou Častolova z Ronova.